# 佐藤元状
佐藤 元状（さとう もとのり、1975年 - ）は、日本の英文学者。慶應義塾大学教授。20世紀の英文学及びイギリスの映画でグレアム・グリーンやヴァージニア・ウルフの研究等を行う。

## 人物
熊本県生まれ。1998年一橋大学社会学部卒業、2001年一橋大学大学院言語社会研究科修士課程修了、2004年ロンドン大学クィーン・メアリー校英文学研究科修士課程修了、2006年東京大学大学院総合文化研究科言語情報科学専攻博士課程単位取得満期退学。
2006年慶應義塾大学法学部任期付専任講師、2010年同准教授昇格、のち教授。2019年に『グレアム・グリーン──ある映画的人生』で表象文化論学会の学会賞を受賞した。

## 著作

### 単著書
- 『ブリティッシュ・ニュー・ウェイヴの映像学──イギリス映画と社会的リアリズムの系譜学』（シリーズ映像文化の冒険１）（ミネルヴァ書房、2012年）
- 『グレアム・グリーン──ある映画的人生』（慶應義塾大学出版会、2018年）

### 共編著
- （坂倉杏仁 共編）『メディア・リテラシー入門──視覚表現のためのレッスン(慶應義塾大学教養研究センター選書 7)』（慶應義塾大学教養研究センター、2010年）
- （川端康雄、大貫隆史、河野真太郎、秦邦生 共編）『愛と戦いのイギリス文化史──1951–2010年』（慶應義塾大学出版会、2011年）

### 論文
- 「欲望という名の物語」田尻芳樹編『J・M・クッツェーの世界』英宝社, 2006.9
- 「ポピュラー・カルチャーとイングリッシュネスの政治学」遠藤不比人,大田信良,加藤めぐみ,河野真太郎,高井宏子,松本朗編『転回するモダン』 研究社, 2008.7
- 「三人閑談 映画小屋の現在」三田評論. (1133) 2010.4